# NGC 1638
NGC 1638 è una galassia lenticolare situata nella costellazione dell'Eridano, a una distanza di circa 156 milioni di anni luce dalla nostra Via Lattea.

## Scoperta
La galassia è stata scoperta il 1 febbraio 1786 dall'astronomo britannico di origine tedesca William Herschel.

## Descrizione
NGC 1638 presenta una larga riga a 21 cm dell'idrogeno neutro.